# Drimac
Drimac (Drimacos, Δρίμακος) va ser el mític cap dels esclaus revoltats de Quios.
Els habitants de Quios, segons la tradició, foren els primers a comprar esclaus, cosa que va provocar la ira dels déus, i els déus els van castigar; molts esclaus van fugir cap a les muntanyes des d'on van fer incursions a les hisendes dels seus antics amos. Després d'anys de lluita inútil, els habitants de Quios van fer un tractat amb Drimac, el seu dirigent.
Després de molts enfrontaments els habitants van pactar una treva amb Drimac. Ell es va comprometre a posar fi als saquejos mitjançant el pagament d'un tribut, i només va acollir en endavant els esclaus que fugien després de rebre maltractaments.
Més tard les autoritats de Quios van posar preu al seu cap. Quan se'n va assabentar, i com que ja era vell i cansat de viure, es va fer matar pel seu lloctinent, que era jove, perquè pogués cobrar la recompensa i se'n beneficiessin els esclaus.
Després de la mort de Drimac els esclaus van tornar als saquejos i les devastacions. Llavors el govern de Quios es va adonar del seu error i va construir un heròon (anomenat ἥρως εὐμενής), al qual els esclaus van aportar també part del seu botí. Ateneu diu que Drimac es va aparèixer en un somni al cap dels esclaus per a advertir-lo de no fer més saquejos.